# Мартин фон Йотинген-Флокберг
Мартин фон Йотинген-Флокберг (на немски: Martin von Oettingen-Flockberg; * 11 ноември 1500; † 18 август 1549 във Валерщайн) e граф на Йотинген-Флокберг и Валерщайн в Швабия, Бавария.
Той е син на граф Йоахим фон Йотинген-Флокбург (1470 – 1520) и съпругата му графиня Доротея фон Анхалт-Кьотен (1472 – 1505), дъщеря на княз Албрехт VI фон Анхалт-Кьотен († 1475) и графиня Елизабет фон Мансфелд-Кверфурт († 1482).
Мартин фон Йотинген-Флокберг умира на 18 август 1549 г. на 48 години във Валерщайн и е погребан в Кирххайм.

## Фамилия
Мартин фон Йотинген-Флокберг се жени на 7 ноември 1522 г. за ландграфиня Анна фон Лойхтенберг (* 31 май 1506; † 22 октомври 1555), дъщеря на ландграф Йохан IV фон Лойхтенберг († 1531) и графиня Маргарета фон Шварцбург († 1518). Те имат една дъщеря:
- Еуфемия фон Йотинген-Флокберг (* 1523; † 16 март 1560, Валерщайн), наследничка на Валерщайн, омъжена на 17 март 1542 г. за граф Фридрих V фон Йотинген-Йотинген-Валерщайн (* 6 ноември 1516; † 2 февруари 1579, Валерщайн), син на граф Лудвиг XV фон Йотинген-Йотинген (1486 – 1557) и графиня Мария Салома фон Хоенцолерн (1488 – 1548).